# Abukuma (navire d'escorte)
L'Abukuma, (en japonais: あぶくま) aussi appelé JS Abukuma DE-229 était un navire d'escorte japonais appartenant à la Force maritime d'autodéfense japonaise. Il fut le premier navire d'escorte de classe Abukuma. Le nom du navire est dérivé de la rivière Abukuma, et en tant que navire japonais qui a hérité de ce nom, il est la deuxième génération après le croiseur léger de classe Nagara « Abukuma » de la Marine impériale japonaise

## Histoire

### Construction et mise en service
La quille de l'Abukuma a été posée le 17 mars 1988 à l'usine Mitsui Zosen Tamano en tant que navire d'escorte de type Oto №1229 de 1 900 tonnes prévu pour l’exercice 1986 sur la base du plan d’amélioration des forces de défense à moyen terme, lancé le 21 décembre 1988, a commencé les essais publics le 27 juillet 1989 et mis en service le 12 décembre 1989. Transféré au 31ème escadron d'escorte.

### Missions internationales et collaborations
Du 29 octobre au 3 novembre 1993, il rejoint le navire d’escorte Chikuma en tant que navire hôte du destroyer Perth de la Royal Australian Navy et de la frégate Canberra, qui fait escale à Maizuru.

### Incident de la péninsule de Noto
Dans le cas de l’incident suspect au large de la péninsule de Noto qui s’est produit le 23 mars 1999, la première mesure de sécurité en mer a été émise, et le navire suspect a été suivi avec les navires d'escorte « Haruna » et « Myoko ».

### Réorganisations et affectations successives
Le 6 novembre 2003, il a été transféré au 24ème escadron d’escorte de la force du district de Maizuru.
Le 26 mars 2008, le 24e escadron d’escorte a été rebaptisé 14e escadron d’escorte en raison d’une réorganisation majeure de la Flotte d'autodéfense japonaise (JMSDF) et a été réorganisé sous la Force d'escorte japonaise (JMSDF).
Le 6 juillet 2009, un exercice conjoint de sauvetage Japon-Corée a eu lieu en mer du Japon et, avec le navire d’escorte « Ōnami » et trois avions de patrouille P-3C, le destroyer de la Marine de la république de Corée « Yang Manchun » (DDH-973) a mené une formation avec le destroyer « Wang Jian » (DDH-978).
Le 15 mars 2010, il a été transféré au 12e escadron d’escorte de la Flotte d'escorte japonaise (JMSDF) en raison d'une réorganisation, et le port a été transféré de Maizuru à Kure.

### Participation à des opérations de secours
Il a été envoyé au tremblement de terre de Tohoku causé par le tremblement de terre de Tohoku-océan Pacifique qui s’est produit le 11 mars 2011.

### Exercices conjoints et dernières missions
Le 21 octobre 2021, un exercice conjoint sur le traitement des navires suspects a été mené avec la Garde côtière du Japon en mer de Chine orientale. De la Garde côtière japonaise, des patrouilleurs « Akaishi », « Tokara », « Tsurugi », « Takachiho » et des aéronefs à voilure fixe (Saab 340 (MA952)) participeront, en supposant que les navires suspects se dirigent vers des installations importantes, etc., des exercices de partage d’informations, des exercices conjoints de suivi et de surveillance, A effectué un exercice de cessation et d’abstention.
Le 6 novembre 2021, il a accueilli la frégate de classe Anzac de la Royal Australian Navy « Waramanga ».